# Лампертайм
Лампертайм (фр. Lampertheim) — коммуна на северо-востоке Франции в регионе Гранд-Эст (бывший Эльзас — Шампань — Арденны — Лотарингия), департамент Нижний Рейн, округ Страсбур, кантон Энайм. До марта 2015 года коммуна административно входила в состав упразднённого кантона Мюндольсайм (округ Страсбур-Кампань).
Площадь коммуны — 6,58 км², население — 3058 человек (2006) с тенденцией к стабилизации: 2905 человек (2013), плотность населения — 441,5 чел/км².

## Население
Население коммуны в 2011 году составляло 2928 человек, в 2012 году — 2914 человек, а в 2013-м — 2905 человек.
| 1962 | 1968 | 1975 | 1982 | 1990 | 1999 | 2006 | 2008 | 2011 | 2012 | 2013 |
| ---- | ---- | ---- | ---- | ---- | ---- | ---- | ---- | ---- | ---- | ---- |
| 1018 | 1081 | 1728 | 2085 | 2619 | 2949 | 3058 | 2992 | 2928 | 2914 | 2905 |

Динамика населения:

## Экономика
В 2010 году из 1969 человек трудоспособного возраста (от 15 до 64 лет) 1433 были экономически активными, 536 — неактивными (показатель активности 72,8 %, в 1999 году — 70,4 %). Из 1433 активных трудоспособных жителей работали 1337 человек (660 мужчин и 677 женщин), 96 числились безработными (49 мужчин и 47 женщин). Среди 536 трудоспособных неактивных граждан 233 были учениками либо студентами, 212 — пенсионерами, а ещё 91 — были неактивны в силу других причин.

## Достопримечательности (фотогалерея)

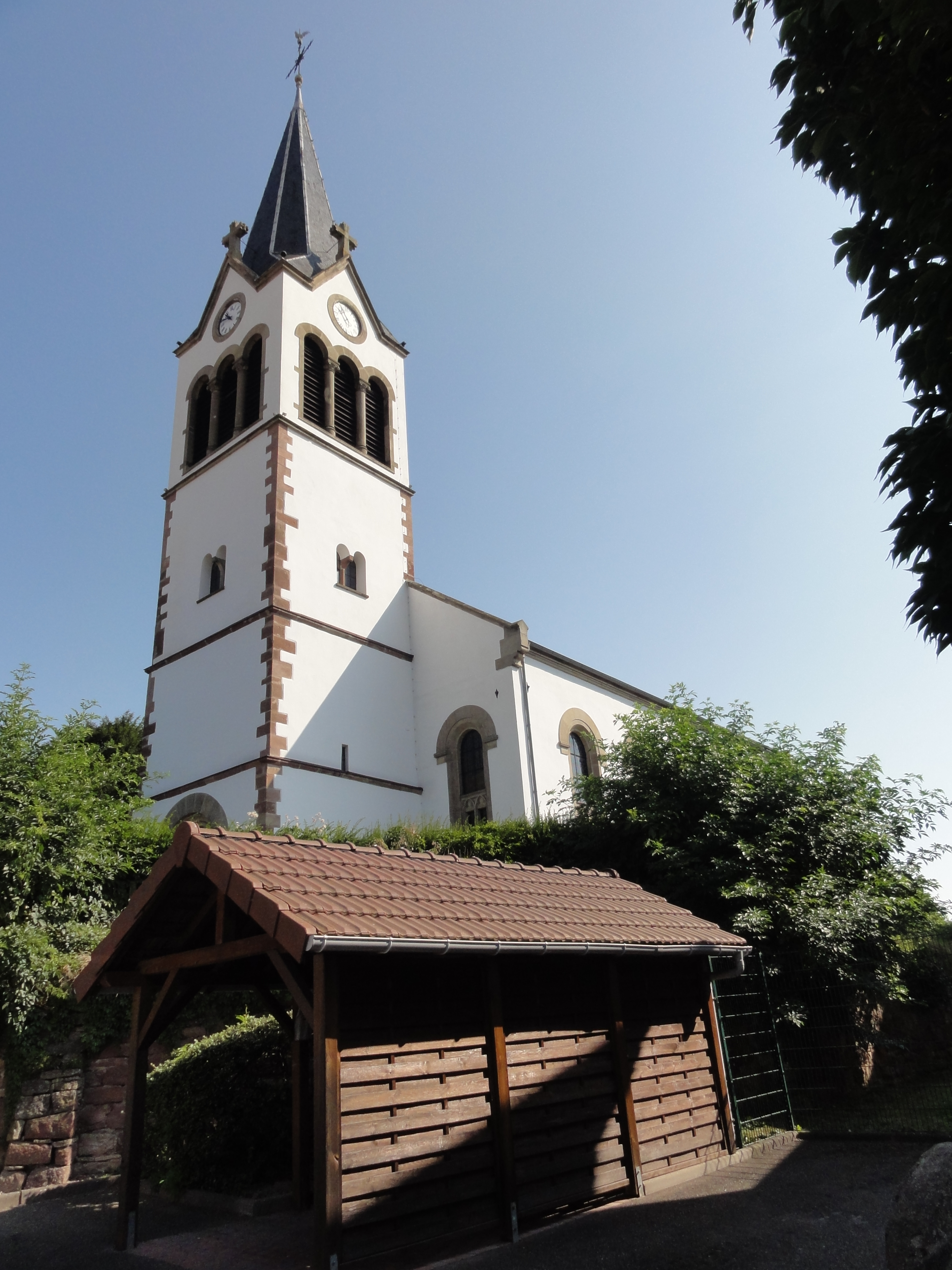
Протестантская церковь
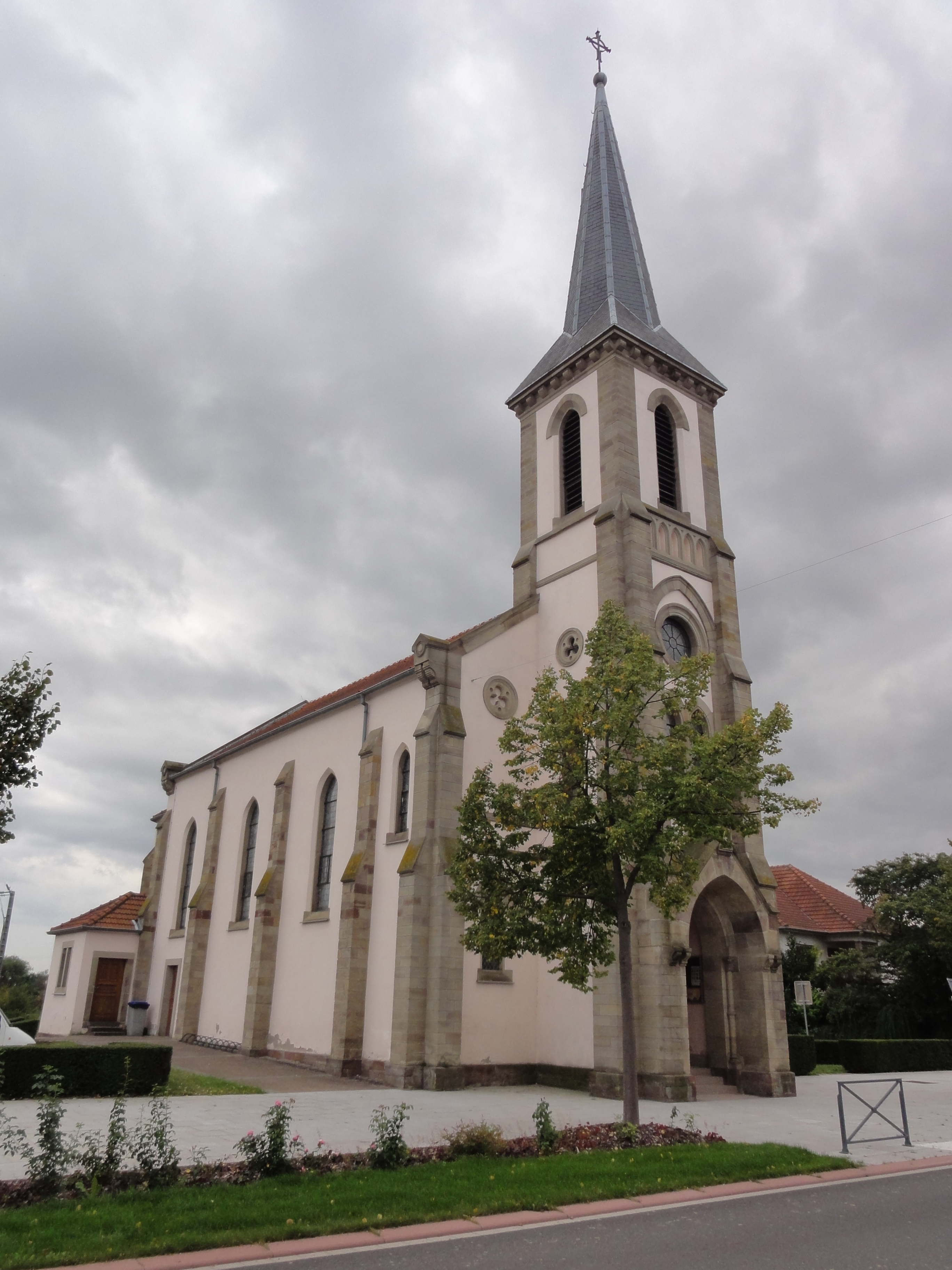
Католическая церковь Сент-Арбогаст
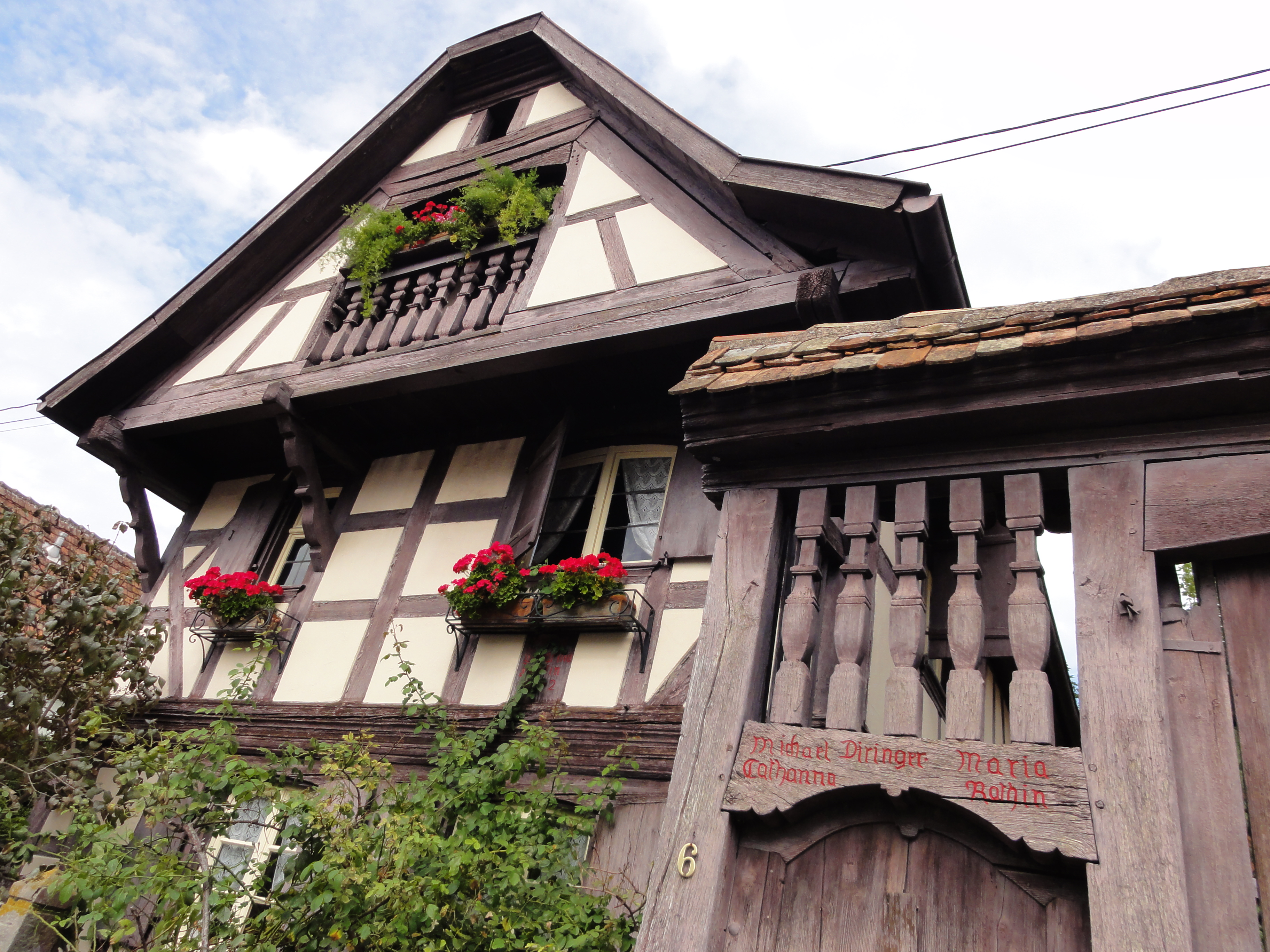
Фахверковый дом